# معهد لادزارو سبالانساني الوطني للأمراض المعدية
معهد لادزارو سبالانساني الوطني للأمراض المعدية (بالإيطالية: Istituto nazionale per le malattie infettive "L. Spallanzani")‏ (بالإنجليزية: Lazzaro Spallanzani National Institute for Infectious Diseases)‏؛ معهد ومستشفى إيطالي للبحوث والأمراض المعدية، يقع مقره في العاصمة روما. سمي المعهد على اسم عالم الأحياء الإيطالي لادزارو سبالانساني المتوفى في القرن الثامن عشر.
يعد المعهد المرجع الوطني الأوّل في إيطاليا لمرضى الإيبولا.
أثناء جائحة كورونا، كان معهد سبالانساني أول مركز أبحاث في أوروبا تمكّن من عزل التسلسل الجينومي لفيروس كورونا المرتبط بالمتلازمة التنفسية الحادة الشديدة النوع 2 وتسجيله في قاعدة بيانات بنك الجينات. تألف الفريق من «ماريا روزاريا كابوبيانكي» و«فرانشيسكا كولافيتا» و«كونسيتا كاستيليتي».

## لقاح كورونا
يعمل المعهد مع شركة «ريثيرا» الإيطالية للتقنية الحيوية لاختبار لقاح مرشح ضد مرض فيروس كورونا يسمى GRAd-COV2، والذي تعتمدان في تطويره على تقنية الناقلات الفيروسية، باعتماد ناقل غوريلا غدي مُعدّل.

## وصلات خارجية
- الموقع الرسمي